# 藤白神社
藤白神社（ふじしろじんじゃ）は、和歌山県海南市藤白にある神社。旧社格は県社。九十九王子の中でも別格とされた五体王子のひとつ藤代王子の旧址で、「藤代神社」「藤白権現」「藤白若一王子権現」などとも呼ばれた。藤白鈴木氏が代々神職を務め、鈴木姓の発祥の地とされる。境内地にある鈴木屋敷跡とともに「熊野参詣道紀伊路」の一部として国の史跡に指定されている。

## 祭神
- 主祭神 - 饒速日命
- 御配神 - 天照大神、熊野坐神、熊野速玉神、熊野夫須美神、祓戸大神

## 歴史
創建年代については不詳であるが、景行天皇の代の創建とされる。また、社殿は斉明天皇の牟婁の湯行幸の際に建立されたと伝わる。当神社の主祭神、饒速日命を祖神とする穂積氏の子孫・藤白鈴木氏が社家として代々神職を務めた。また、後にはここを拠点として全国に熊野信仰を広めていくこととなる。
中世熊野御幸の盛期には、九十九王子の中でも特に格式の高い五体王子のひとつとして崇敬され、熊野一の鳥居（熊野の入り口）とされて熊野詣の途上における要所であった。吉田経房の参詣記（『吉記』所収）承安4年（1174年）9月25日条に「於藤代王子行里神楽」、広橋経光の参詣記（『民経記』所収）承元4年（1210年）4月25日条にも参拝の折には馴子舞や藤代王子におかれていた巫女による里神楽が行われたと記され、後鳥羽院参詣記（『明月記』所収）建仁元年（1201年）10月9日条に「御経供養」「白拍子」といった文字が見えるなど、歌会・里神楽・相撲などの奉納が行われるのが通例であった。境内東通用口から西へ抜けてゆく道はかつての熊野参詣道で、北側にある正面参道は近世の熊野街道の道筋につながっている。
後鳥羽院の建仁元年（1201年）の熊野詣の際には藤白の次の宿泊地であった湯浅で歌会が催され、その歌会で詠まれた歌が藤白王子に献納されている。この時の後鳥羽院らの詠歌が熊野懐紙として3通が残されており、陽明文庫などに所蔵されている。
応永7年（1400年）付の禅林寺文書に「藤白王子免」として3町3反の記載があり、大野郷で最大の神田を有していた。しかし、戦国時代の兵乱で社殿や神領を失った。
慶長6年（1601年）に浅野幸長から藤白村に6石の寄進があった（『続紀伊風土記』）。さらに、同年および寛文6年（1666年）に社殿の造営が行われた。江戸時代後期に紀州藩が編纂した地誌『紀伊続風土記』は藤白若一王子権現社として記載し、境内東西二八間・南北三〇間、本社三扉、庁、御供所、鐘楼、石鳥居、末社三社などがあり、和歌山雲蓋院末の寺院が別当をつとめたと記している。
明治時代になると神仏分離・廃仏毀釈が行われる中で、当社にあった木造熊野三所権現本地仏坐像 3躯（和歌山県指定有形文化財）などは被害を免れて現在も当社に残されている。明治以降には村社に列格され、次いで昭和初期に郷社、1939年（昭和14年）には県社に列された。1909年（明治42年）には祓戸王子を合祀している。

## 境内
- 本殿（和歌山県指定有形文化財） - 寛文3年（1663年）に紀州藩主徳川頼宣の命により大工中村新平により再建。
- 中門
- 拝殿（割拝殿）
- 社務所
- 鈴木屋敷 - 熊野三党の一族で、藤白神社の神官を務めた「藤白鈴木氏」の屋敷跡。全国の鈴木氏の総本家とされ、邸内の庭園は平安時代の曲水泉の様式として評価されているが、建屋の朽崩がすすんでいた[1][5]。そのため、2021年（令和3年）より復元工事がすすめられ[5]、2023年（令和5年）3月に完了[6]。同年4月1日から一般公開されている[7]。
  - 庭園 - 池泉回遊式庭園は室町時代末頃の作。

### 摂末社
- 藤白王子権現本堂 - 権現堂とも呼ばれる。境内にある藤白王子権現本堂は藤代王子を顕彰するもので、祭神の本地仏3体が祀られている。これらの仏像はもともと藤代王子の神宮寺であった中道寺に祀られていたものであったが、天正13年（1585年）の豊臣秀吉による紀州征伐に際して危害が及んだ際に縁の寺院に避難させていたものを江戸時代に復したものである。明治の神仏分離の際の破棄を免れ今日に伝わっている[8]。仏像はいずれも平安時代末期の作で、主要な像に以下のものがある[8]。
  - 木造熊野三所権現本地仏坐像（和歌山県指定有形文化財）
    - 木造阿弥陀如来坐像 - 家都美御子大神の本地仏。
    - 木造薬師如来坐像 - 熊野速玉大神の本地仏。
    - 木造千手観音坐像 - 熊野夫須美大神の本地仏。

  - 木造十一面観音立像（和歌山県指定有形文化財） - 藤白若一王子の本地仏。
  - 毘沙門天及び不動明王三尊像 - 熊野の入り口の守護。
- 有馬皇子神社 - 祭神：有間皇子。付近にある藤白坂で中大兄皇子（天智天皇）によって絞首刑に処せられた。
- 恵比寿神社 - 祭神：恵比寿。かつては市場のあった名高字蓬莱丁にあったが、明治時代になって当社に移築された。
- 巳神社
- 祇園神社
- 秋葉神社
- 住吉神社
- 塩釜神社
- 子守楠神社 - 祭神：熊野杼樟日命。南方熊楠は藤白王寺の境内にあるこの社から「熊」・「楠」の字を授けてもらった。また、兄妹の名前に見える「藤」の文字も子どもが生まれると、この社から授けてもらい神の加護によって無事成長することを祈って命名した。これは楠の木に対する信仰に由来する。藤白王子が周辺二十四か村の産土神であり、楠木神社から名を授かる風習のあったことは『紀伊国名所図会』にもみえる[9]。

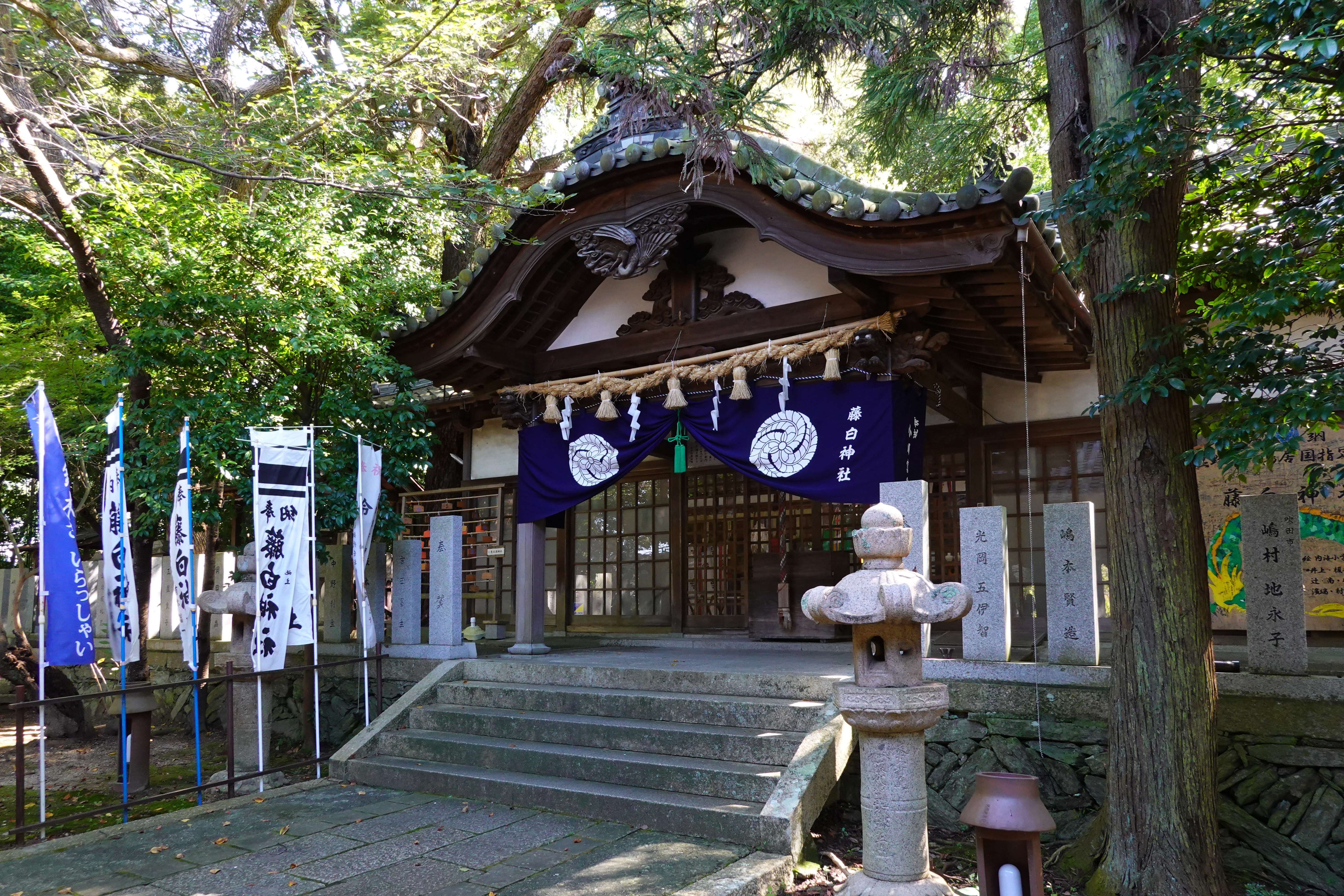
拝殿
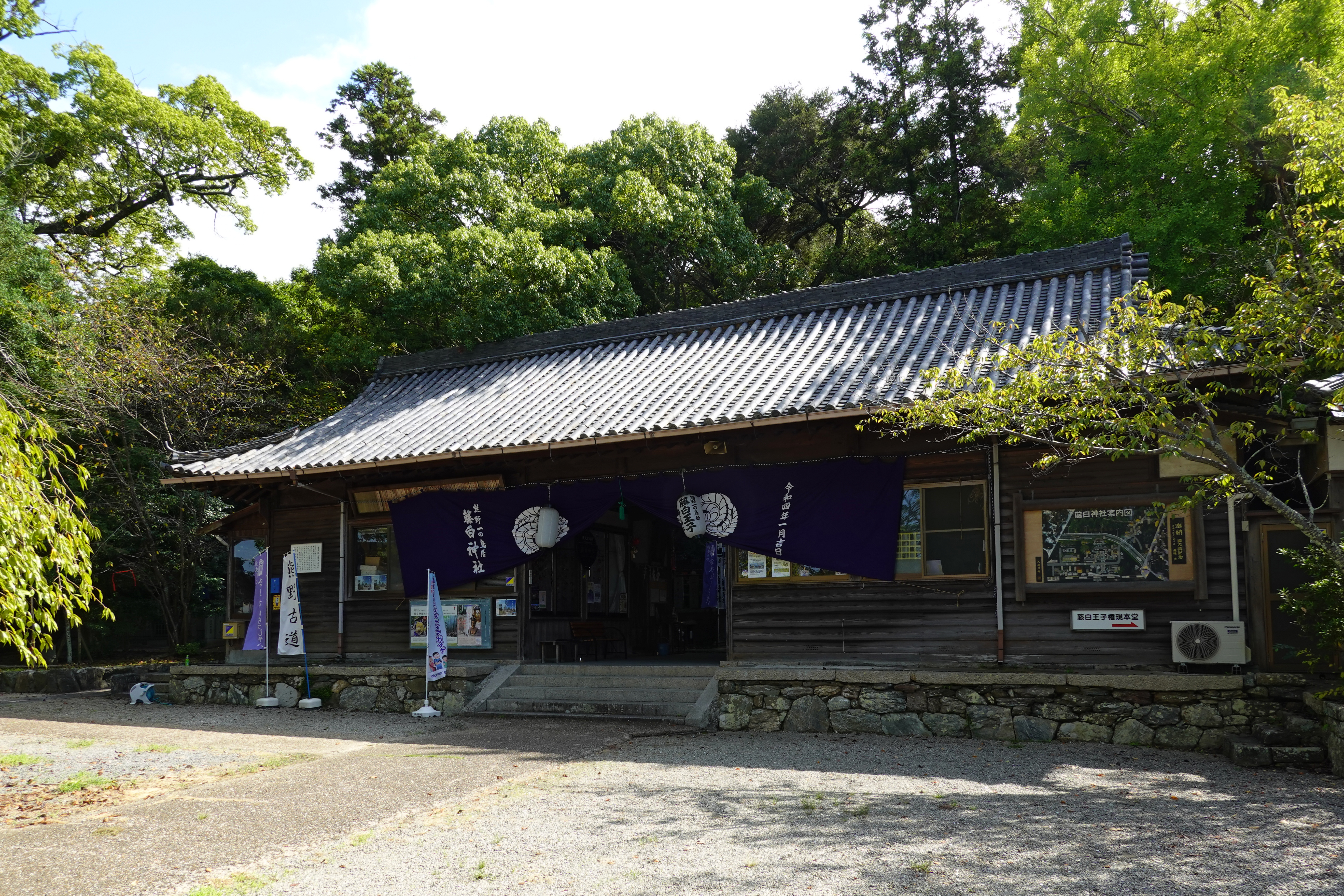
旧社務所・茶屋跡
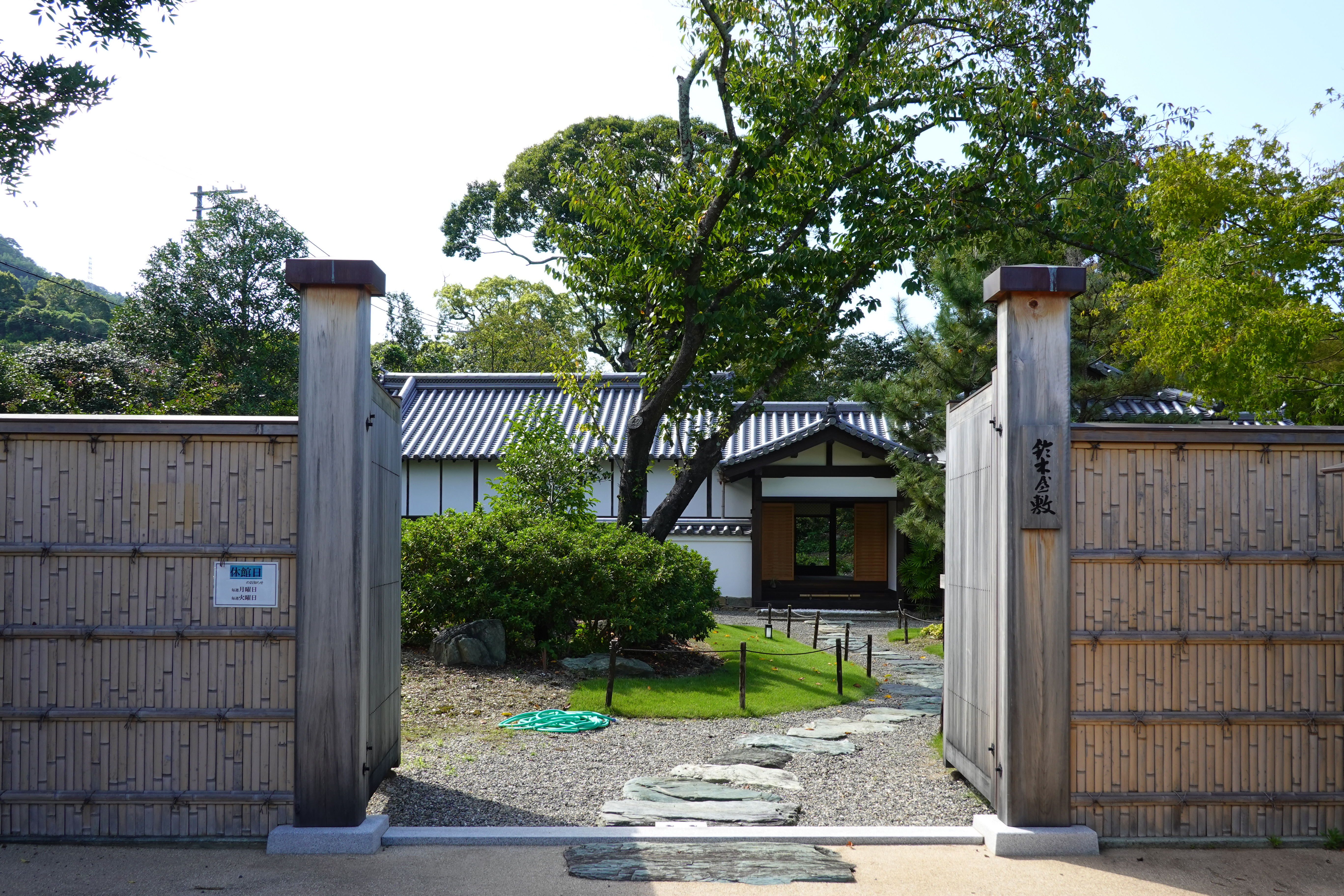
鈴木屋敷
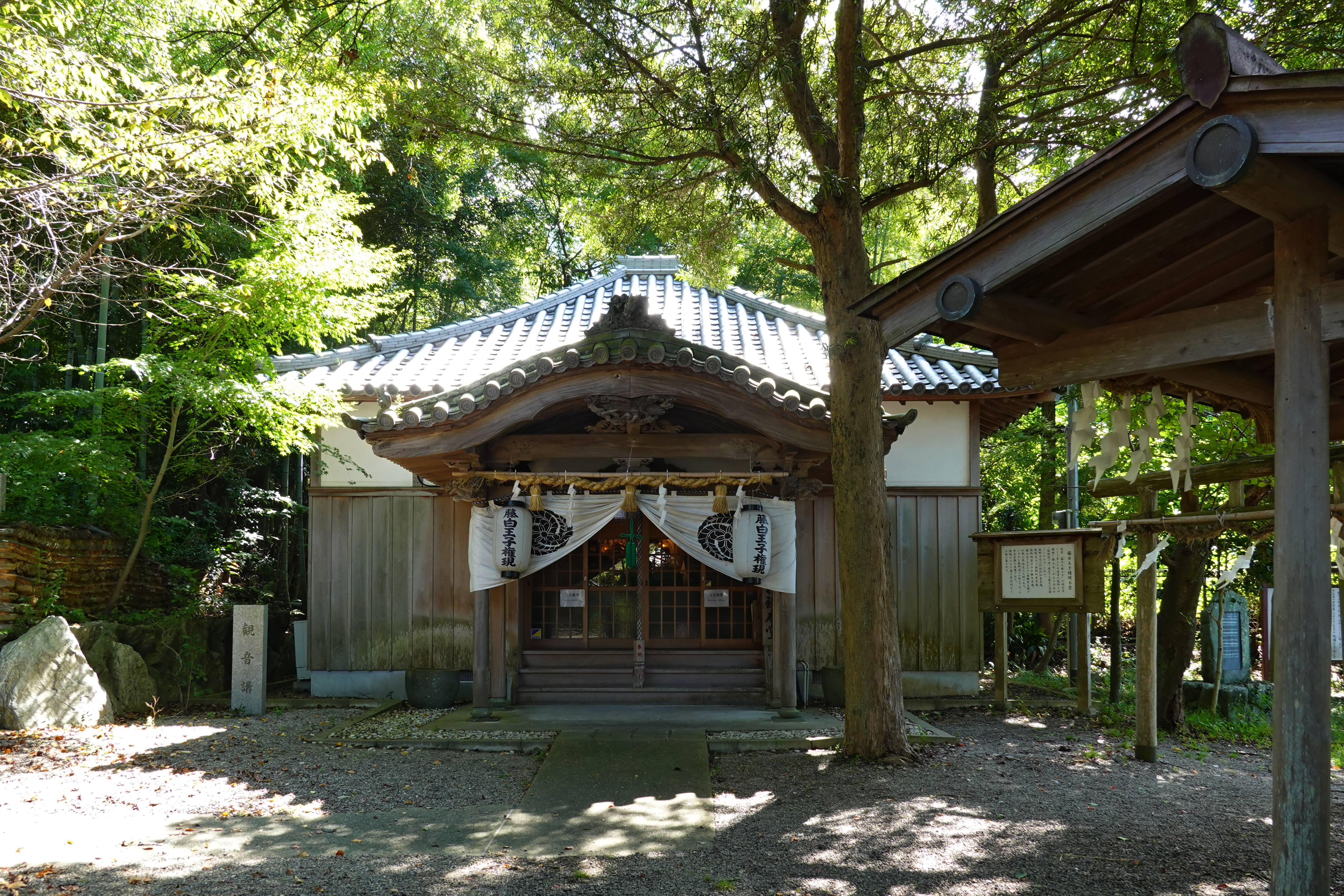
藤白王子権現
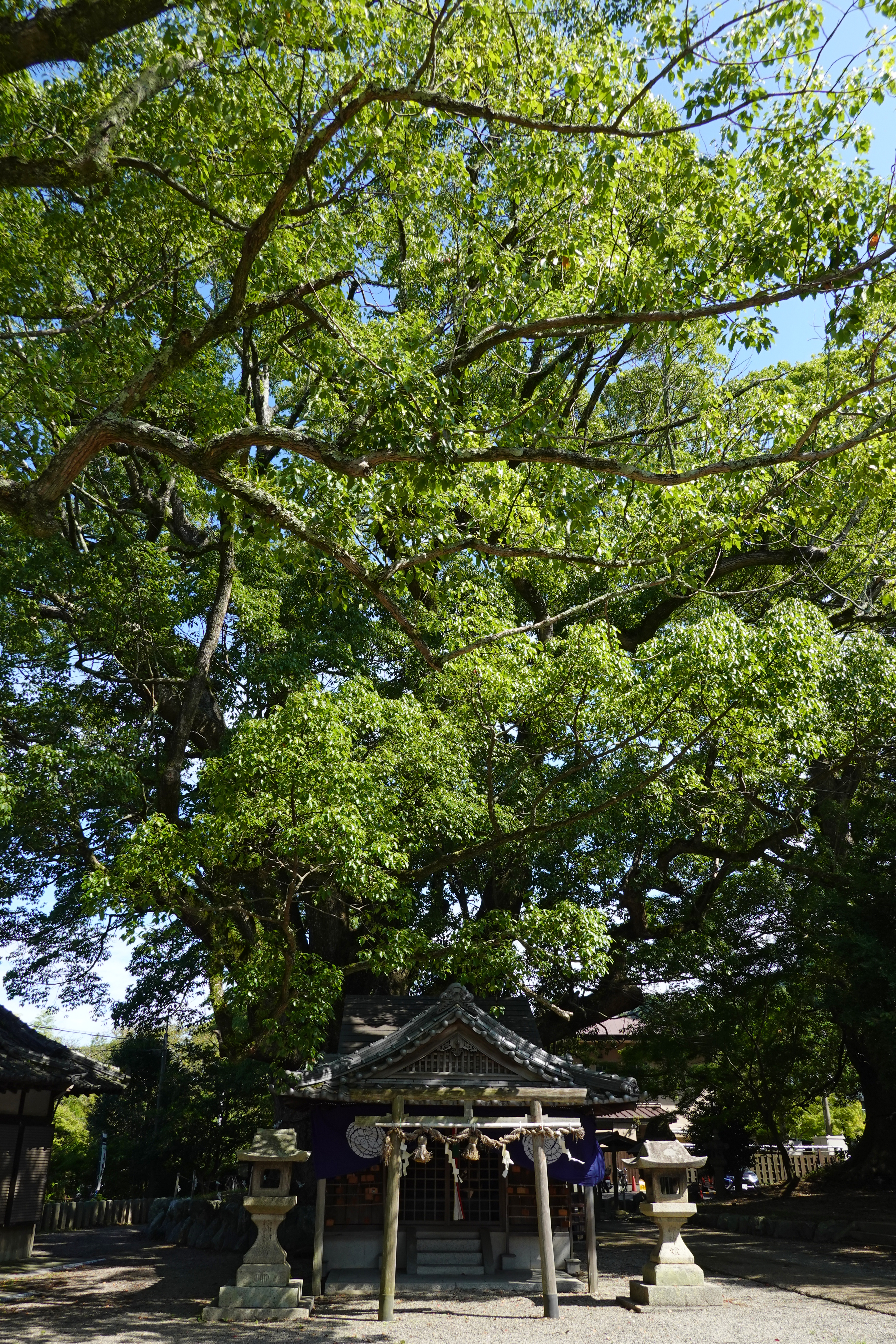
子守楠神社
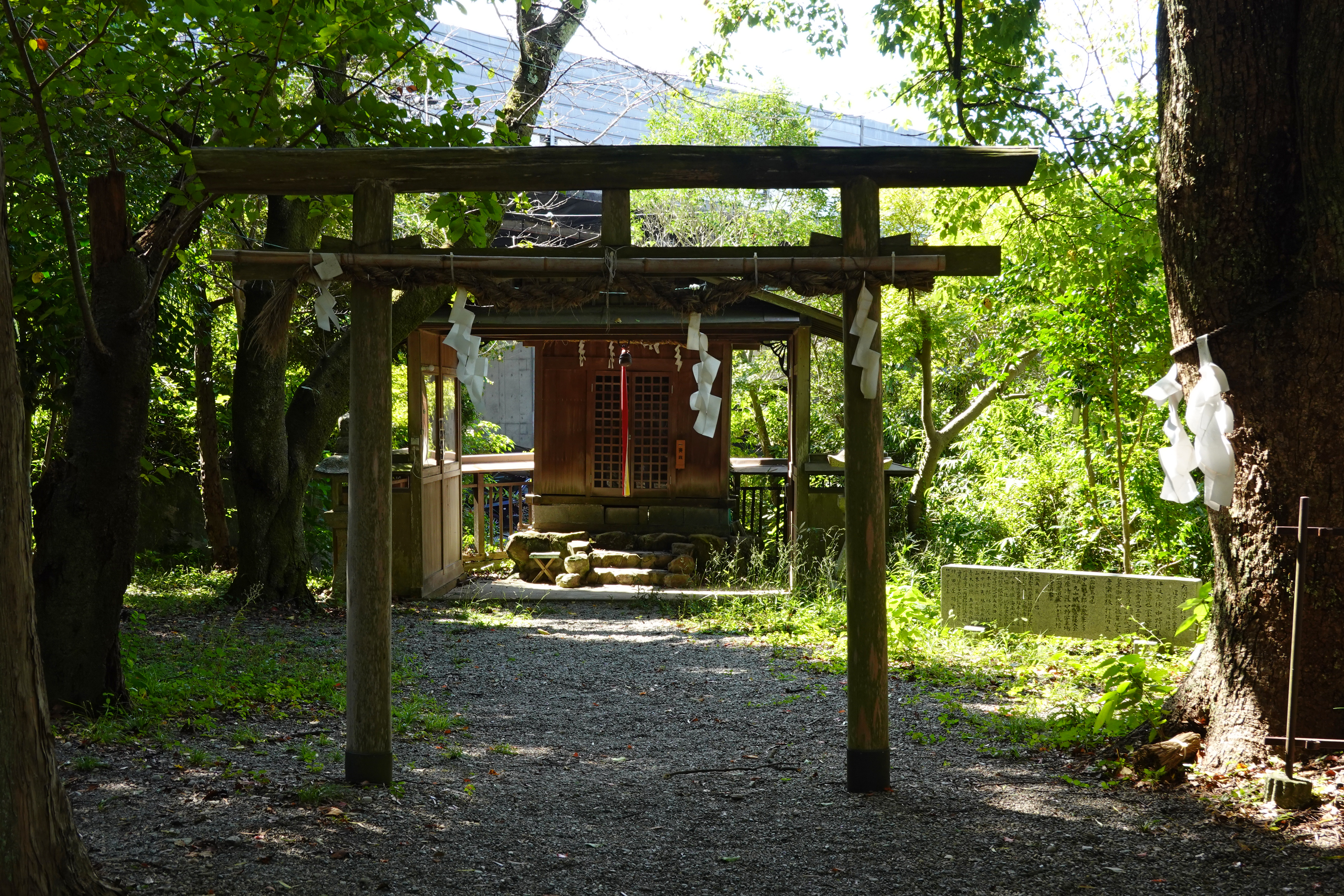
有間皇子神社
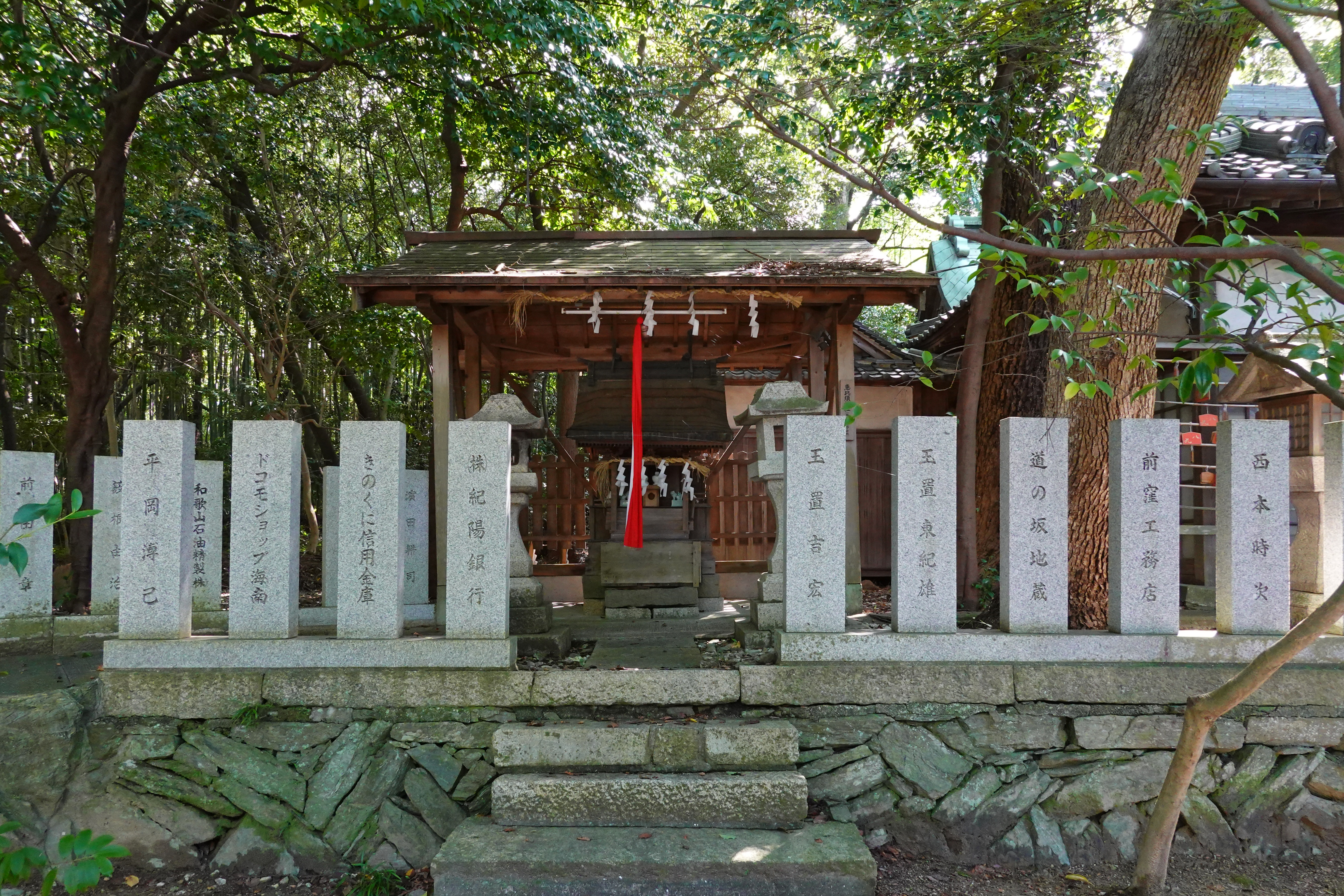
恵比寿神社
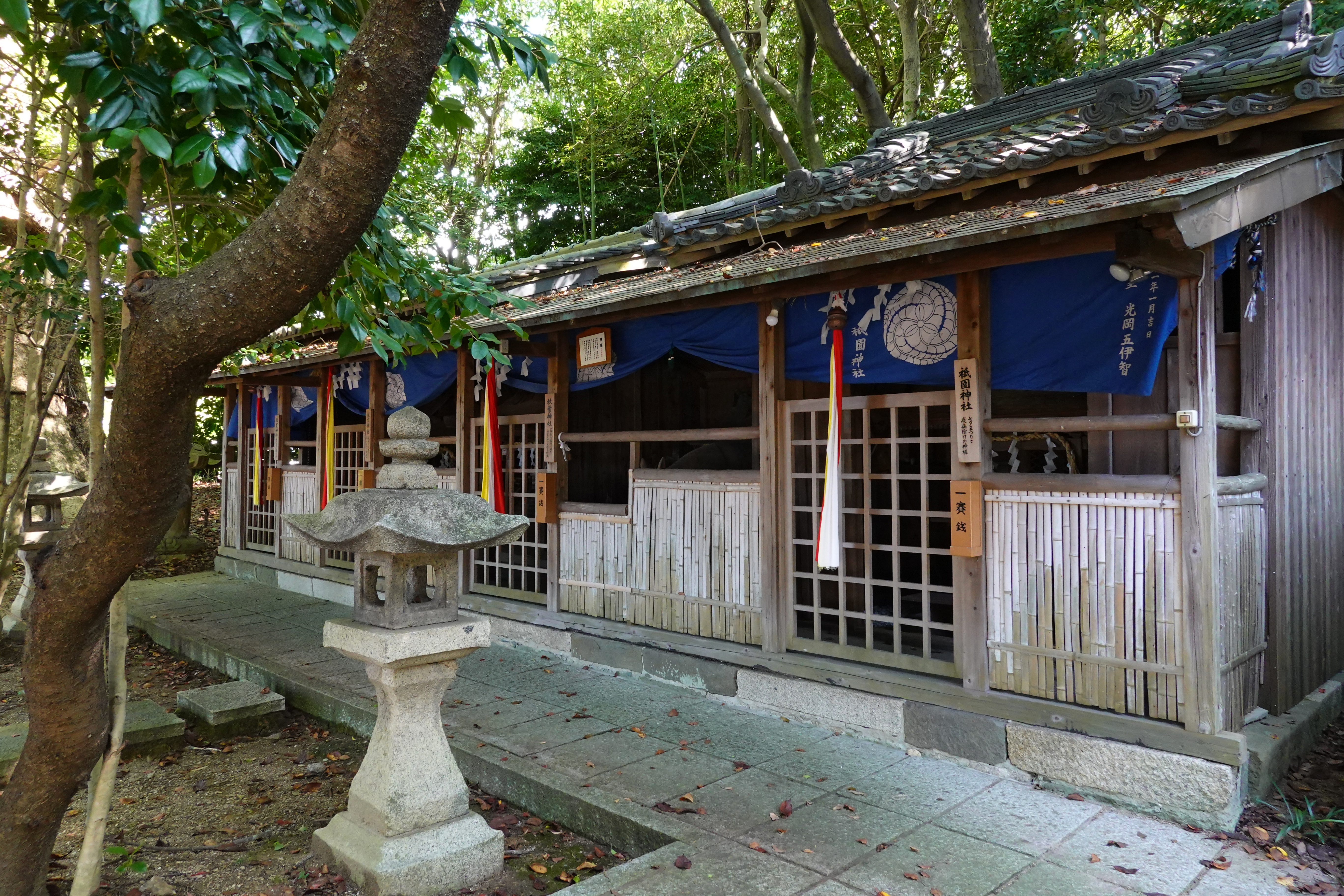
祇園神社、秋葉神社、住吉神社、塩釜神社
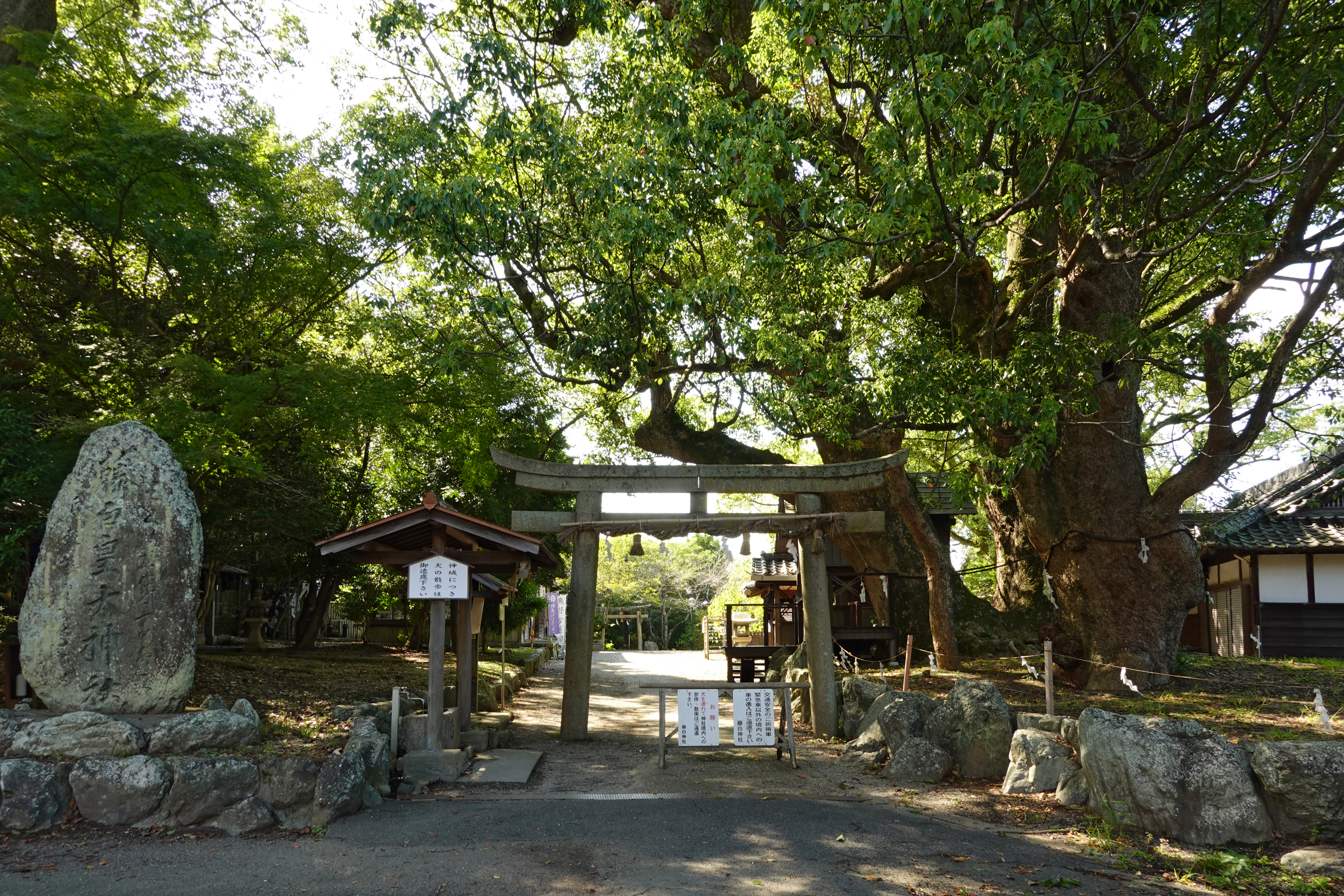
楠の巨木
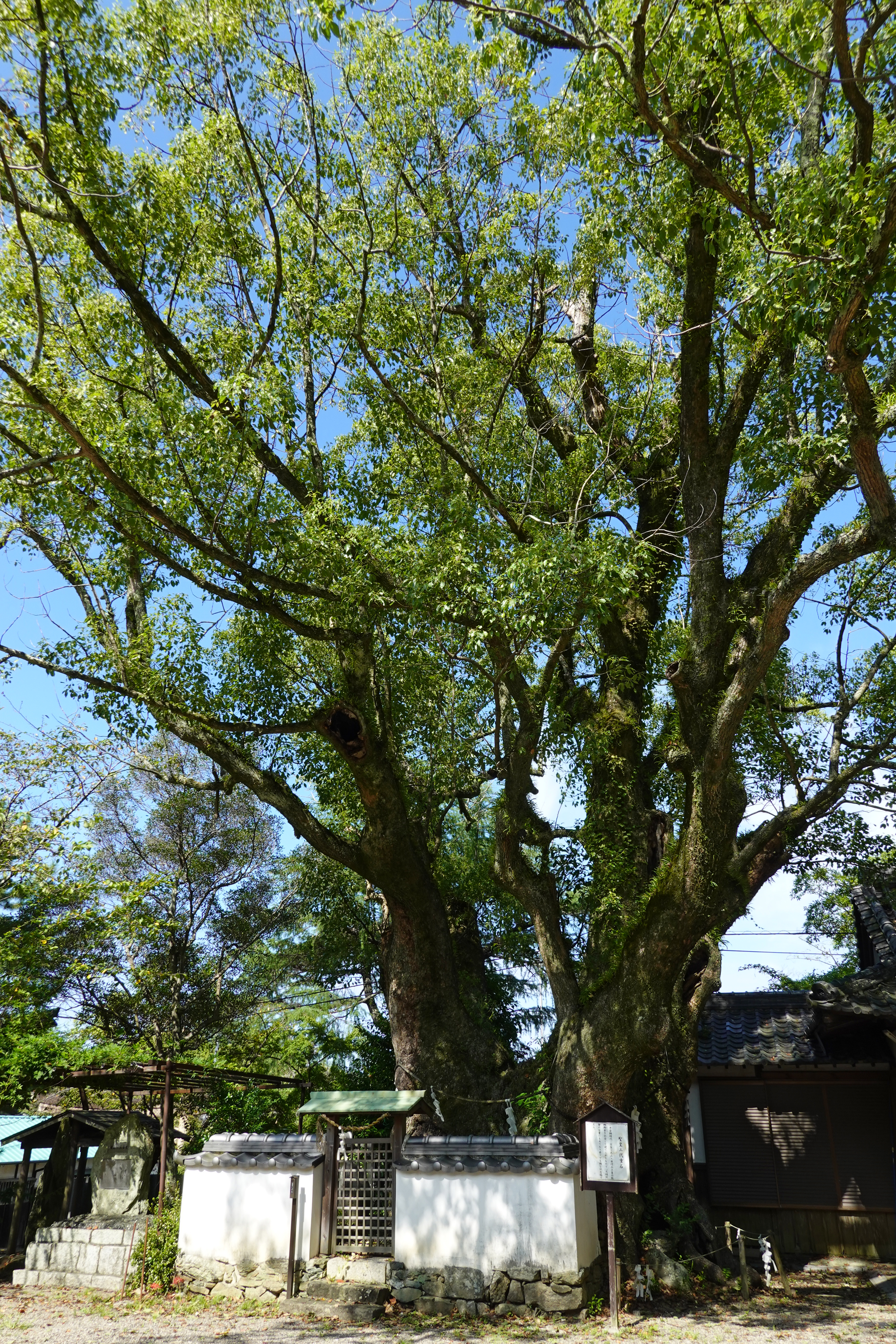
聖皇三代重石（外観）

## 文化財

### 国指定史跡
- 藤白王子跡 - 境内と鈴木屋敷の敷地が指定。

### 和歌山県指定有形文化財
- 本殿 - 1997年（平成9年）4月23日[10]
- 木造熊野三所権現本地仏坐像 3躯 - 2005年（平成17年）5月31日指定[11]。
- 木造十一面観音立像 - 2005年（平成17年）5月31日指定[11]。

### 和歌山県指定無形民俗文化財
- 藤白の獅子舞 - 一頭の獅子舞と天狗面の猿田彦命が春ののどかさをうたいあげるもの。除夜の鐘を合図に初舞を披露するほか、10月15日の秋の例祭では街中で舞う[4]。1966年（昭和41年）4月12日指定[12]。対象は藤白獅子舞保存会。

### 和歌山県指定史跡
- 祓戸王子跡

## 祭事
- 10月15日 - 秋の例祭
- 11月11日 - 有間皇子まつり

## 前後の札所
神仏霊場巡拝の道
6 道成寺　-　7 藤白神社　-　8 竈山神社

## 交通機関
- JR西日本紀勢本線海南駅から徒歩約20分